# Witte Kerk (Steenbergen)

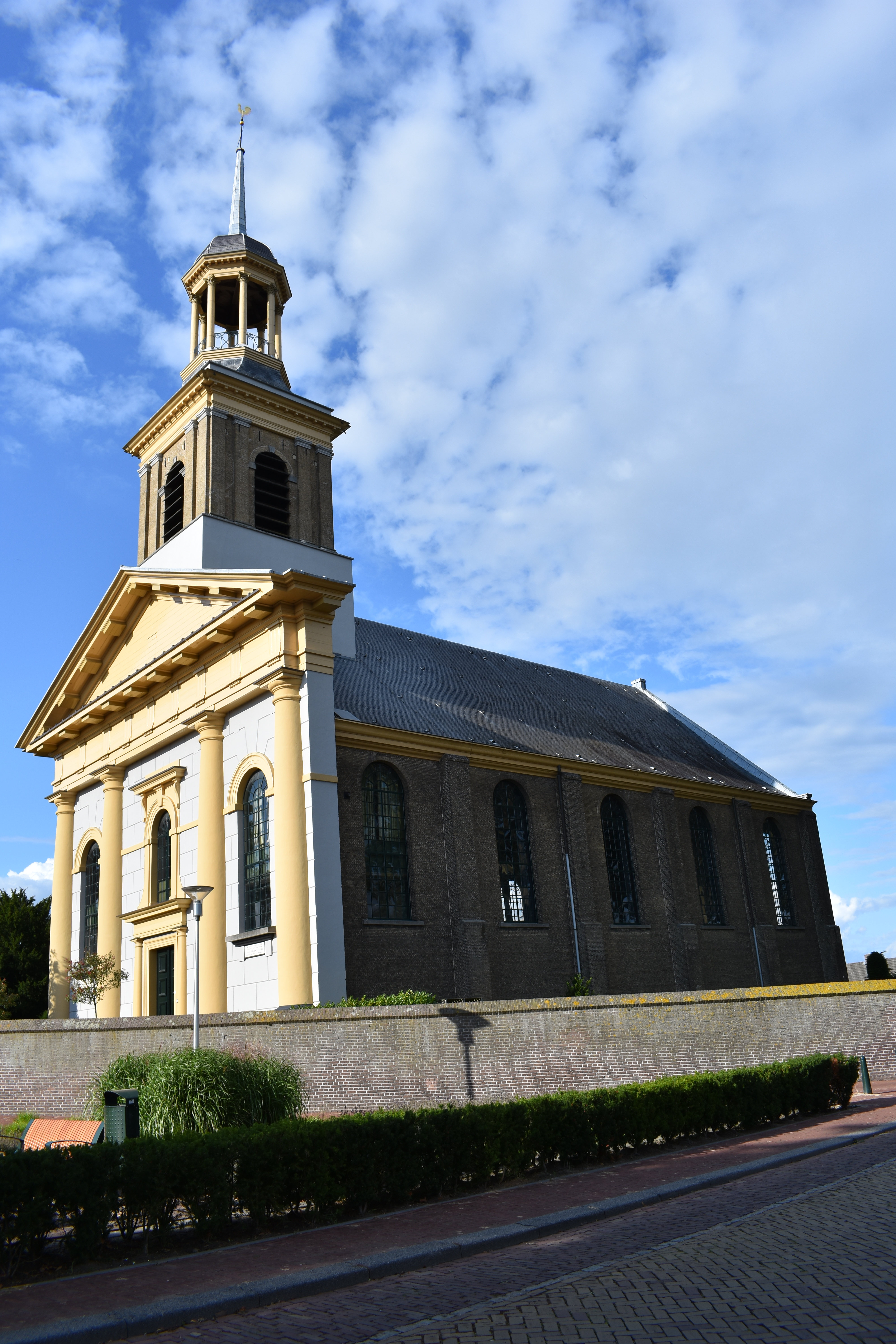
De Witte Kerk

De kerk van de protestantse gemeenschap (Nederlandse Hervormde Kerk) in Steenbergen, beter bekend als de Witte Kerk of Protestantse Kerk, is een zogenaamde waterstaatskerk.

## Geschiedenis
Op de plaats waar nu de Witte Kerk staat, stond al in de 13e eeuw een stenen kerk. Deze is rond 1505 vervangen door een nieuw kerkgebouw, de Jakobuskerk, die in 1831 wegens bouwvalligheid werd afgebroken, waarna het huidige gebouw op dezelfde plaats werd gebouwd. 
De Oude Jakobuskerk was van oorsprong katholiek, maar werd op 17 oktober 1590 (de dag dat prins Maurits van Oranje Steenbergen veroverde) protestants. Tijdens de Tachtigjarige Oorlog werd de kerk gebruikt als barak en ook tijdens de napoleontische oorlogen werden troepen ingekwartierd, met als resultaat dat de kerk begin 19e eeuw in zeer slechte staat verkeerde en afgebroken werd. 
Om beide partijen tevreden te stellen, zorgde de Nederlandse regering voor een goedkope lening waarvan twee nieuwe kerken gebouwd werden: de katholieke Sint-Gummaruskerk op de Grote Markt, en de Witte Kerk op de fundering van de oude Jakobuskerk.

## Architectuur en interieur

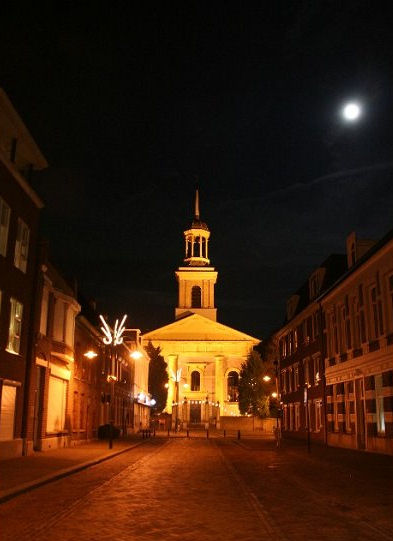
De Witte Kerk bij nacht. (2010)

De Witte Kerk is met haar Toscaanse halfzuilen, kroonlijst en driehoekig fronton alsmede door de klokkentoren met haar zeshoekige obelisken een schoolvoorbeeld van het neoclassicisme. 
Het huidige kerkgebouw lijkt dus weinig tot niets op de vroegere Jakobuskerk, daarentegen heeft het wel een groot deel van het interieur, waaronder een driehonderd jaar oud orgel, en de luidklok van de laatste overgenomen.
Op de luidklok, waarvan de naam onbekend is, staat het originele randschrift "Geloeft Zij Godt". Daaronder is een later (16e-eeuws en typisch calvinistisch) adagium toegevoegd: 
door my word elk ter kerk genoot
ik doe steeds gedenken aan de dood
geeft dan met acht op myn geluyd
eer ge onbereyd uw oogen sluydt
Hoewel de kerk de bijnaam "Witte Kerk" heeft, is de kleur van het gebouw eigenlijk geel. Dit komt door de grondige restauratie in 2007. Vanaf begin 20ste eeuw echter was het gebouw wit.